# Рафаило од Орлеана и Брагансе
Рафаило од Орлеана и Брагансе, принц од Гран-Пара (порт. Rafael de Orleans e Bragança, Príncipe do Grão-Pará; Рио де Жанеиро, 26. април 1986) је трећи у реду наследства бразилског престола, трећи син Антонио од Орлеана и Брагансе, царског принца Бразила и принцезе Кристине де Лиње. Принц је трећи рођак краља Фелипеа VI.
Предузетник, принц Рафаел тренутно живи у Лондону, где је сувласник консултантске компаније. Активан у промовисању наслеђа и рестаурације бразилске монархије, учествује у монархијским догађајима и представља бразилску царску породицу у Европи.
Дана 15. јула 2022, његов ујак, принц Дон Бертран од Орлеана и Брагансе, постао је шеф царске куће Бразила.  Дом Антонио, као претпостављени наследник права свог брата, тада је постао царски принц Бразила ; а Дом Рафаел, као једино живо мушко дете Дом Антонија, постао је принц од Гран-Пара. Од детињства, принц је учествовао у монархијским сусретима и сличним догађајима. Путује и по Бразилу, како би дубински упознао земљу и дошао у контакт са Бразилцима различитог порекла и мишљења. Такође је председник Монархијске омладине Бразила, чији је потпредседник његова сестра Доња Марија Габријела.